# Třetí Itálie
Termín „Třetí Itálie‘‘ (Terza Italia) byl zaveden v roce 1977 italským ekonomem Arnaldo Bagnascem. Je jím označena oblast severovýchodní a centrální Itálie, která se vyznačuje koncentrací menších řemeslně orientovaných firem ve specializovaném průmyslu (oblasti tradičních kvalitních výrobků v oboru obuvi, kožené galanterie, oděvů, nábytku a keramiky). Tyto podniky jsou lokalizovány v menších městech nebo venkovských oblastech a zaznamenaly svůj vývoj mezi lety 1970–1980. Bagnasco tento termín použil pro odlišení oblasti od dvou zbylých průmyslových oblastí v Itálii (jih a trojúhelník těžkého průmyslu na severozápadě). Jmenovitě se jedná o regiony Piemont, Lombardie, Veneto, Furlansko-Julské Benátsko, Toskánsko, Emilia-Romagna, Abruzzo a Marche.

## Základní charakteristika
Arnaldo Bagnasco však nebyl jediným ekonomem, který je s termínem „Třetí Itálie“ spojen. Nelze opomenout jména Becattini a Brusco, kteří se taktéž zabývali popisem této oblasti.
Jak již bylo řečeno, oblast nepatří mezi tradiční průmyslové regiony. K jejímu rychlému hospodářskému růstu došlo až v období po2. světové válce. Důležitou charakteristikou je pospolitost místních komunit a pocit sounáležitosti s místní kulturou a tradičními hodnotami obyvatel. Termín můžeme vysvětlit také jako způsob organizace výroby a fungování trhu práce.
Tyto regiony můžeme z hlediska úspěšnosti řadit na přední příčky. Vyznačovaly se nízkou nezaměstnaností, vysokou mírou ekonomické aktivity obyvatel a nadprůměrným podílem regionů na exportu země.

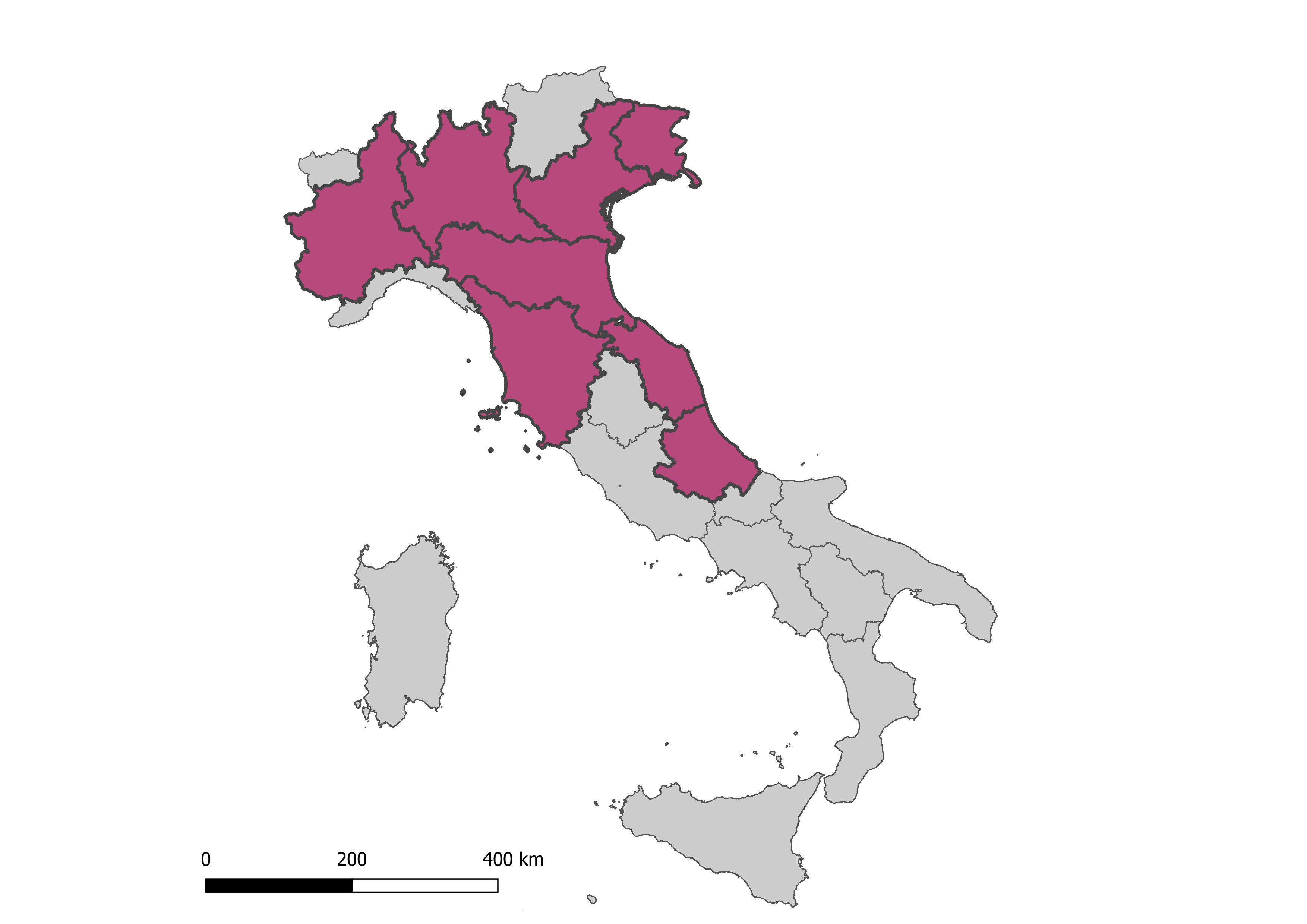
Situování regionu „Třetí Itálie“

### Faktory úspěchu regionu
Všichni tři ekonomové přikládali úspěch regionu pěti faktorům:
1. Podílu malých a velmi malých podniků (s méně než 10 pracovníky)
2. Schopnosti malých podniků pružněji reagovat na poptávku a vysokou specializaci
3. Úzké mezipodnikové spolupráci
4. Vlivem sounáležitosti obyvatel a kultury
5. Polarizaci pracovních sil a jejich rozdělení na zkušenou kvalifikovanou sílu (která je dobře placená a pro podniky představuje klíčové zaměstnance) a na špatně ohodnocenou pracovní sílu (důchodci, studenti, ženy na mateřské dovolené)

### Příklady úspěšného rozvoje regionů ve světě
Jako regiony úspěšného rozvoje jsou označovány v oblasti řemeslného průmyslu s důrazem na design a módnost např. region Jura ve Švýcarsku, Bádensko-Württembersko v Německu a Jütland v Dánsku. Regiony orientované na průmysl s vyspělými technologiemi jako Boston a Silicon Valley v USA, Grenoble a Sophia Antipolis ve Francii, M4 coridor a Cambridge ve Velké Británii a německý Mnichov a Karlsruhe. Dále jsou regiony úspěšného rozvoje např. Londýn, New York, Tokyo, Paříž, Frankfurt a Brémy v oblasti služeb pro podniky. 
Pro tyto regiony je charakteristická odlišná lokalizace. Jsou lokalizovány mimo jádrové oblasti rozvoje ve fordistickém období. Preferovaná pracovní síla je flexibilní, neovlivněná průmyslem a bez vlivu silných odborových svazů, regionů či států, které podporují vzdělávání, transfer technologií a inovace.

## Historie
K pochopení současného systému je potřeba vyzdvihnout některé fáze historického vývoje dané oblasti. Lokality mají společné vlastnosti, mezi které patří to, že byly na konci druhé světové války orientovány hlavně na zemědělství. Neúspěch průmyslu byl způsoben hlavně protifašistickými tendencemi, za které následovaly postihy. Druhou společnou vlastností je předchozí tradice drobného průmyslu a kultury. Dalším faktorem je existence technických škol v oblasti.

## Geografie

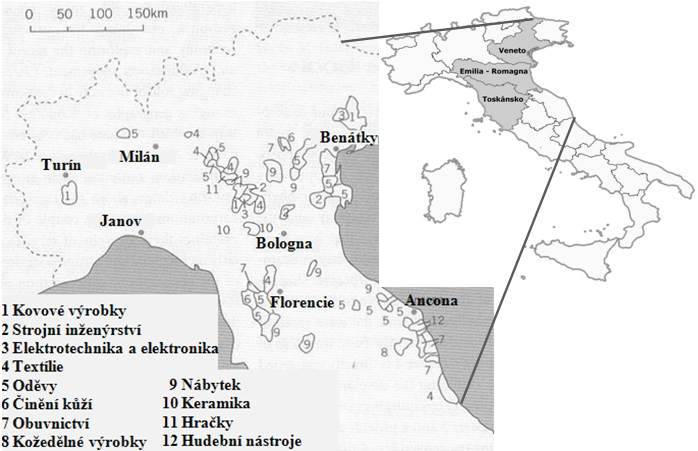
Výrobní oblasti v zájmových regionech „Třetí Itálie“

Oblast „Třetí Itálie“ je situována v severovýchodní části evropského státu Itálie na území 8 autonomních regionů, Piemont, Lombardie, Benátsko, Furlansko-Julské Benátsko, Toskánsko, Emilia-Romagna, Abruzzo a Marche. Zájmový region se rozkládá na území o celkové rozloze 141 119,3 km2, vytvářející tak 46,8 % z celkové rozlohy státu. Tato oblast se rovněž vyznačuje maximalizovanou koncentrací obyvatelstva, která dosahuje hodnoty 210 obyv./km2.

## Výroba
Pletené zboží: Carpi (Emilia)
Textil: Pratto (Toskánsko)
Oblečení: Roseto (Abruzzo)
Dřevěný nábytek: Sacile (Toskánsko)